# Hynek Žák z Dubé
Hynek Žák z Dubé či Hynek Scholaris, vlastním jménem Jindřich Berka z Dubé († 1333) byl příslušníkem českého šlechtického rodu Berků z Dubé, který se dal na církevní kariéru. V letech 1326–1333 byl 19. olomouckým biskupem.

## Život

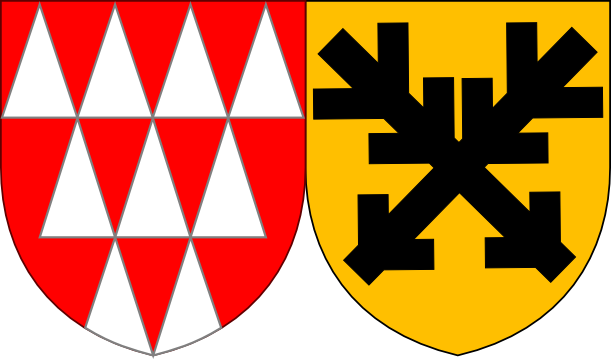
Znak biskupa Jindřicha Žáka Berky z Dubé

Byl druhým synem Hynka z Dubé, který pocházel ze severočeského rodu Ronovců a působil ve 2. polovině 13. století a počátkem 14. století u královského dvora. Měl staršího bratra Půtu a mladší bratry Hynka Berku († 1348) a Hynáčka z Housky.
Poprvé je zmiňován v roce 1306, potom v roce 1309, kdy byl při spiknutí měšťanů proti šlechtě spolu s dalšími šlechtici zajat. Dal se na církevní dráhu a snad již v době studií se stal kanovníkem u sv. Víta v Praze. Od roku 1320 je označován jako probošt pražské kapituly. V roce 1325 byl v době nepřítomnosti biskupa Jana z Dražic jedním ze dvou administrátorů pražské diecéze, ačkoli měl v té době pouze nižší svěcení. Působil i ve službách Jana Lucemburského, např. byl v čele skupiny šlechticů, kteří doprovázeli jeho syna Jana Jindřicha do Korutan. Král se také zasadil ještě za života olomouckého biskupa Konráda, aby byl Hynek potvrzen papežem jako jeho nástupce. Po Konrádově smrti musel být nejprve dosvěcen na kněze a teprve poté mohl přijmout biskupské svěcení.
Správě diecéze se příliš nevěnoval a vykonával ji prostřednictvím zástupců – světících biskupů a pražského kanovníka Jana z Padovy. Z titulu funkce biskupa měl ve správě i hrad Hukvaldy. Pobýval však raději v Praze: jak zaznamenala Zbraslavská kronika, „protože měl četné nemoci a bál se pro nezvyklé podnebí zůstávati na Moravě.“ V roce 1329 ho papež ustanovil spolu se dvěma polskými biskupy dočasným správcem vratislavského biskupství.
Biskup Jindřich Berka z Dubé zemřel v Praze a byl pochován v katedrále sv. Víta.

## Zajímavosti
Hynek Žák byl historikem J. V. Šimákem považován za kronikáře Dalimila. V bazilice sv. Petra v Římě dal postavit oltář sv. Václava.[zdroj?]